# Русская комолая (порода коров)
Русская комолая — мясная порода крупного рогатого скота. 
Была выведена в Старополтавском районе Волгоградской области путем скрещивания скота абердин-ангусской и калмыцкой пород. Запатентована в 2007 году.
Единственная запатентованная заводская порода коров мясного типа, выведенная в России после 1951 года.
Достоинства породы:
- приспособленность к резко континентальному климату
- устойчивость к заболеваниям
- неприхотливость к кормам.

Убойный выход мяса бычков — до 62 %.
Целевые параметры племенных животных:
Живая масса (кг):
- коров-первотёлок — 445
- взрослых коров — 535
- полновозрастных быков — 865
- тёлок 8 мес. (к отъёму) — 220
- тёлок 12 мес. — 295
- тёлок 18 мес. — 380
- бычков 8 мес. (к отъёму) — 235
- бычков 12 мес. — 240
- бычков 15 мес. — 410
- бычков 18 мес. — 475.

Родоначальники:
- бык-производитель абердин-ангусской породы Аракс 7521. Он родился 16 апреля 1977 года в племзаводе им. Парижской коммуны Волгоградской области. В 5-летнем возрасте весил 930 кг.
- бык-производитель абердин-ангусской породы с кровностью по калмыцкой породе 12,5 % Сатурн 07311, родился 27 марта 1970 года в племзаводе им. Парижской коммуны Волгоградской области. Вес в 4-летнем возрасте 848 кг.
- бык-производитель абердин-ангусской породы английской селекции Байкал 2757. Родился 4 апреля 1970 года в племзаводе им. Парижской коммуны Волгоградской области. В 3-летнем возрасте весил 781 кг.
- бык-производитель абердин-ангусской породы Пикет 1870, был завезен на племзавод из США, использовался с 1973 по 1978 год. Весил 900 кг.
- бык-производитель абердин-ангусской породы Кобальт 717. Весил 1020 кг.
- бык-производитель абердин-ангусской породы Багор 7325. В 6-летнем возрасте весил 860 кг.